# Meterostachys sikokianus
Meterostachys es un género monotípico de plantas con flores de la familia Crassulaceae. Su única especie, Meterostachys sikokianus, es originaria de Corea.

## Taxonomía
Meterostachys sikokianus fue descrita por (Makino) Nakai  y publicado en Botanical Magazine 49(578): 74. 1935.
Sinonimia
- Sedum leveilleanum Raym.-Hamet
- Sedum oriento-asiaticum Makino ex A. Bgr.[2]